# Segestriidae
Segestriidae là một họ nhện gồm 106 loài được xếp vào hai chi lớn và phổ biến rộng rãi (Segestria và Ariadna) và một chi đơn loài (Gippsicola từ Úc). Các loài trong họ này có thể dễ dàng nhận ra bởi vì các thành viên của nó có sáu mắt (hầu hết các loài nhện có tám mắt) bố trí trong một hình bán nguyệt và ba cặp chân đầu tiên của sắp xếp về phía trước (hầu hết các loài nhện có hai cặp đầu tiên nằm ở phía trước). Cấu trúc chân xuất hiện một sự thích nghi để sống trong ống tơ. Cả hai chi Segestria và của Ariadna được biết đến từ Bắc Mỹ, Nam Mỹ, Âu Á, châu Phi và New Zealand, trong khi Ariadna cũng được biết đến từ Úc. Phạm vi phân bố rộng rãi này là minh chứng cho nguồn gốc cổ xưa của họ này.

## Phân loại
Họ này gồm các chi:
- Ariadna
- Gippsicola
- Segestria